# José María Acosta Colmenares
José María Acosta Colmenares fue un militar mexicano que participó en la Revolución mexicana.  
Nació en Misantla, Veracruz en 1898. Cursó sus estudios en la escuela Normal de Jalapa, que dirigió el pedagogo suizo Enrique C. Rébsamen. En 1913, tras la usurpación de Victoriano Huerta, se unió a la Revolución, incorporándose a la División de Oriente, comandada por el General Cándido Aguilar llegando a Capitán. Ocupó diversos cargos públicos, entre ellos llegó a ser el Jefe del Departamento de Asuntos Indígenas de la Revolución. 